# Бурлачук Леонід Фокович
Леоні́д Фо́кович Бурлачу́к (1 січня 1947, Ленінград — 26 листопада 2022) — радянський та український психолог. Доктор психологічних наук (1990), професор (1992). Дійсний член (академік) Національної академії педагогічних наук України (2010).

## Життєпис
Народився 1 січня 1947 року у Ленінграді. Батько — письменник Фока Федорович Бурлачук (1914—1997).
Навчався у Ленінградському державному університеті імені О. О. Жданова, але згодом перевівся до Київського державного університету імені Т. Г. Шевченка, де 1970 року закінчив психологічне відділення філософського факультету.
Після закінчення вишу продовжив роботу як асистент, а пізніше як доцент кафедри соціальної та педагогічної психології Київського державного університету імені Т. Г. Шевченка.
З 1990 по 1992 рік — завідувач кафедри соціальної та педагогічної психології Київського державного університету імені Т. Г. Шевченка.
Разом з Вадимом Блейхером став засновником кафедри психодіагностики та медичної (з 2008 року клінічної) психології, де з моменту створення у 1992 році Бурлачук був завідувачем. У 2011—2012 роках — декан факультету психології Київського національного університету імені Тараса Шевченка.
Крім того, обіймав посаду президента у Всеукраїнській психодіагностичній асоціації та Національній психологічній асоціації України (2017—2020).
Помер 26 листопада 2022 року.

## Наукова діяльність
Займався вивченням психодіагностики, психотерапії та клінічної психології. Спочатку до сфери інтересів Бурлачука входило дослідження хворих з психічними розладами. Вчений одним з перших у Радянському Союзі почав застосовувати для діагностики тест Роршаха. У другій половині 1980-х почав вивчати та застосовувати у клінічній практиці психодіагностику. Автор теорії виміряної індивідуальності.
1974 року захистив кандидатську дисертацію на тему «Особливості перцептивної діяльності хворих на епілепсію та шизофренію при слабоструктурності зорової стимуляції», а в 1989 році — докторську дисертацію на тему «Психодіагностика особистості: понятійний апарат та методи дослідження». Бурлачук підготував свою кандидатську дисертацію під керівництвом психолога Вадима Блейхера на основі матеріалу зібраного в Київській клінічній (психоневрологічній) лікарні № 21 імені академіка І. П. Павлова. У зв'язку з використанням у роботі тесту Роршаха Бурлачук стикнувся з труднощами при захисті своєї дисертації через сприйняття «західних досліджень» як неприйнятних в СРСР. Захистити роботу, всупереч упередженість частини спеціалізованої вченої ради, йому вдалося в Ленінградському науково-дослідному психоневрологічному інституті ім. В. М. Бехтерєва, де керівником спеціалізованої вченої ради був Модест Кабанов.
Автор понад 200 наукових праць, включаючи словник-довідник, підручники та навчальні посібники. Найвідоміша його праця — «Словник-довідник із психодіагностики». Бурлачук створив навчальні курси та спецкурси, написані на основі досліджень клінічної психодіагностики. Член редакційних рад десяти українських та чотирьох закордонних періодичних видань з психології. 2008 року Бурлачук спільно з партнерами започаткував перше українське видавництво психологічних тестів «ОС Україна».
Підготував 40 кандидатів та 5 докторів наук [4]. Був головою науково-методичної комісії з психології при Міністерстві освіти і науки України, з 1991 по 2005 рік — голова спеціалізованої ради з захисту докторських та кандидатських дисертацій у галузі психології при Київському національному університеті. Керівник міжнародних освітніх та наукових проектів у галузі психології TEMPUS (1995—2000) та INTAS (1999—2003). Був головою оргкомітету міжнародної психологічної конференції «Псикон».
1992 року був обраний членом-кореспондентом, а 2010 — дійсним членом (академіком) Національної академії педагогічних наук України. З 1995 — член Міжнародної комісії з психологічних тестів. Також був дійсним членом Міжнародної академії акмеологічних наук, Нью-Йоркської академії наук та Європейської федерації психологічних асоціацій. Один з засновників Київського інституту сучасної психології та психотерапії та Української школи архетипіки.

## Нагороди
- Грамота Верховної Ради України[7]
- Медаль НАПН України «Ушинський К. Д.»[7]
- Медаль НАПН України «Григорій Сковорода»[7]
- Медаль НАПН України «Володимир Мономах»[7]

## Вибрані публікації
- Словарь-справочник по психодиагностике / Л. Ф. Бурлачук, С. М. Морозов. — 1989; 2-е изд. — СПб: Питер, 1999. — 517 с.; 2003; 3-е изд., перераб. и доп. — СПб: Питер, 2007. — 685 с.
- Словарь-справочник по психологической диагностике / Л. Ф. Бурлачук, С. М. Морозов. — Киев: Наук. думка, 1989. — 197 с.
- Психология жизненных ситуаций: Учебное пособие. — М., 1998. — 262 с.
- Основы психотерапии: Учебное пособие / Л. Ф. Бурлачук, И. А. Грабская, А. С. Кочарян. — Киев: Ника-Центр ; М.: Алетейа, 1999. — 317 с.
- Психотерапия: психологические модели: Учебник для вузов / Л. Ф. Бурлачук, А. С. Кочарян, М. Е. Жидко. — СПб: Питер, 2003, 2007 (2-е изд.), 2009 (3-е изд.), 2012. — 471 с.; 2-е изд. — М.: Питер, 2007.
- Исследование личности в клинической психологии (на основе метода Роршаха). — Киев: Вища школа, 1979. — 175 с.
- Психодиагностика / Л. Ф. Бурлачук. — 1995.
- Введение в проективную психологию / Л. Ф. Бурлачук. — 1997.
- Психодиагностика: Учебник для вузов / Л. Ф. Бурлачук. — СПб: Питер, 2002. — 349 с.; 2-е изд., перераб. и доп. — М.: Питер, 2008. — 378 с.
- Психодиагностические методы исследования личности / Л. Ф. Бурлачук. — Киев: Общество «Знание» УССР, 1982. — 19 с.
- Психодиагностические методы исследования интеллекта / Л. Ф. Бурлачук. — Киев: Общество «Знание» УССР, 1985. — 16 с.
- Психодиагностика личности / Л. Ф. Бурлачук. — Киев: Здоровья, 1989. — 163 с.
- Методика Роршаха: краткое пособие / Л. Ф. Бурлачук. — М.: Смысл, 2013. — 103 с.
- Основы психотерапии / Л. Ф. Бурлачук. — 1999; 2-е изд. — 2001.
- Focus Eastern Europe: Psychological and Social Determinants of Behaviour in the Transition Countries. — Innsbruck, 2001.